# Supercopa da UEFA de 2015
A Supercopa da UEFA de 2015 ou Supertaça da UEFA de 2015 foi a 40ª edição da Supercopa da UEFA, uma partida anual organizada pela UEFA na qual se confrontarão os campeões da Liga dos Campeões de 2014–15 e da Liga Europa de 2014–15. Foi disputada em 11 agosto de 2015 no Estádio Boris Paichadze, em Tbilisi, Geórgia.

## Participantes
| Clube     | Cidade    | Classificação                                   | Participações anteriores                       |
| --------- | --------- | ----------------------------------------------- | ---------------------------------------------- |
| Barcelona | Barcelona | Campeão da Liga dos Campeões da UEFA de 2014–15 | 1979, 1982, 1989, 1992, 1997, 2006, 2009, 2011 |
| Sevilla   | Sevilla   | Campeão da Liga Europa da UEFA de 2014–15       | 2006, 2007, 2014                               |

## Detalhes
| 11 de agosto  | Barcelona                                             | 5 – 4 (pro) | Sevilla                                                     | Estádio Boris Paichadze, Tbilisi            |
| 19:45 (UTC+0) | Messi 7', 16' · Rafinha 44' · Suárez 52' · Pedro 115' | Relatório   | Banega 3' · Reyes 57' · Gameiro 72' (pen) · Konoplyanka 81' | Público: 51 940 Árbitro: SCO William Collum |

| Barcelona | Sevilla |

| GK           | 1  | Marc-André ter Stegen |      |     |
| RB           | 6  | Daniel Alves          | 120' |     |
| CB           | 3  | Gerard Piqué          |      |     |
| CB           | 14 | Javier Mascherano     |      | 93' |
| LB           | 24 | Jérémy Mathieu        | 71'  |     |
| RM           | 4  | Ivan Rakitić          |      |     |
| CM           | 5  | Sergio Busquets       | 117' |     |
| LM           | 8  | Andrés Iniesta ()     |      | 63' |
| RW           | 10 | Lionel Messi          |      |     |
| CF           | 9  | Luis Suárez           |      |     |
| LW           | 12 | Rafinha               |      | 78' |
| Substitutos: |    |                       |      |     |
| GK           | 13 | Claudio Bravo         |      |     |
| DF           | 15 | Marc Bartra           |      | 78' |
| DF           | 21 | Adriano               |      |     |
| MF           | 20 | Sergi Roberto         |      | 63' |
| FW           | 7  | Pedro                 | 94'  | 93' |
| FW           | 16 | Sandro Ramírez        |      |     |
| FW           | 17 | Munir El Haddadi      |      |     |
| Treinador:   |    |                       |      |     |
| Luis Enrique |    |                       |      |     |

| GK           | 13 | Beto                  |       |     |
| RB           | 23 | Coke                  | 87'   |     |
| CB           | 3  | Adil Rami             |       |     |
| CB           | 4  | Grzegorz Krychowiak   | 14'   |     |
| LB           | 2  | Benoît Trémoulinas    |       |     |
| CM           | 7  | Michael Krohn-Dehli   | 120'  |     |
| CM           | 19 | Éver Banega           | 90+2' |     |
| RM           | 10 | José Antonio Reyes () |       | 68' |
| AM           | 8  | Vicente Iborra        |       | 80' |
| LM           | 20 | Vitolo                |       |     |
| CF           | 9  | Kevin Gameiro         |       | 80' |
| Substitutos: |    |                       |       |     |
| GK           | 1  | Sergio Rico           |       |     |
| DF           | 25 | Mariano               |       | 80' |
| MF           | 12 | Gaël Kakuta           |       |     |
| MF           | 16 | Luismi                |       |     |
| MF           | 17 | Denis Suárez          |       |     |
| MF           | 22 | Yevhen Konoplyanka    |       | 68' |
| FW           | 11 | Ciro Immobile         | 92'   | 80' |
| Treinador:   |    |                       |       |     |
| Unai Emery   |    |                       |       |     |

| Árbitro assistente: Damien MacGraith (Irlanda) Francis Connor (Escócia) Quarto árbitro: Graham Chambers (Escócia) Árbitros reserva: Bobby Madden (Escócia) Kevin Clancy (Escócia) | Regras - 90 minutos - 30 minutos de prorrogação se necessário - Disputa por pênaltis se for necessário |

### Estatísticas
| Estatística           | Barcelona | Sevilla |
| --------------------- | --------- | ------- |
| Gols marcados         | 3         | 1       |
| Total de finalizações | 8         | 6       |
| Finalizações certas   | 5         | 2       |
| Defesas               | 1         | 2       |
| Posse de bola         | 63%       | 37%     |
| Escanteios            | 4         | 2       |
| Faltas Cometidas      | 4         | 7       |
| Impedimentos          | 1         | 2       |
| Cartões Amarelos      | 0         | 1       |
| Cartões Vermelhos     | 0         | 0       |

| Estatística           | Barcelona | Sevilla |
| --------------------- | --------- | ------- |
| Gols marcados         | 1         | 3       |
| Total de finalizações | 10        | 8       |
| Finalizações certas   | 3         | 3       |
| Defesas               | 0         | 2       |
| Posse de bola         | 57%       | 43%     |
| Escanteios            | 1         | 2       |
| Faltas Cometidas      | 11        | 7       |
| Impedimentos          | 1         | 1       |
| Cartões Amarelos      | 1         | 2       |
| Cartões Vermelhos     | 0         | 0       |

| Estatística           | Barcelona | Sevilla |
| --------------------- | --------- | ------- |
| Gols marcados         | 1         | 0       |
| Total de finalizações | 6         | 3       |
| Finalizações certas   | 2         | 1       |
| Defesas               | 1         | 1       |
| Posse de bola         | 68%       | 32%     |
| Escanteios            | 3         | 0       |
| Faltas Cometidas      | 5         | 7       |
| Impedimentos          | 1         | 1       |
| Cartões Amarelos      | 3         | 2       |
| Cartões Vermelhos     | 0         | 0       |

| Estatística           | Barcelona | Sevilla |
| --------------------- | --------- | ------- |
| Gols marcados         | 5         | 4       |
| Total de finalizações | 24        | 17      |
| Finalizações certas   | 10        | 6       |
| Defesas               | 2         | 5       |
| Posse de bola         | 62%       | 38%     |
| Escanteios            | 8         | 4       |
| Faltas Cometidas      | 20        | 21      |
| Impedimentos          | 3         | 4       |
| Cartões Amarelos      | 4         | 5       |
| Cartões Vermelhos     | 0         | 0       |